# Jet Naessens
Jet Naessens (Brecknock (Zuid-Wales), 4 september 1915 - Antwerpen, 25 juni 2010) was een Vlaamse actrice, met een actieve loopbaan van 1937 tot 1978. 

## Docente
Naessens werd in Zuid-Wales geboren tijdens de Eerste Wereldoorlog, nadat haar ouders waren gevlucht voor het oorlogsgeweld. In de jaren 30 volgde ze een theateropleiding aan het Koninklijk Conservatorium van Antwerpen.
Vanaf 1937 tot 1978 was ze actief bij de Koninklijke Nederlandse Schouwburg (Antwerpen), waar ze rollen vertolkte in de meest uiteenlopende genres. In 1958  ontving ze het laureaat van de Theatronprijs voor beste actrice. Op latere leeftijd was Naessens ook te zien op het scherm. Vanaf 1959 tot 1975 was ze docente aan het Koninklijk Conservatorium van Antwerpen. Zodoende gaf ze haar kennis door aan  - de thans oudere - bekende acteurs en actrices in Vlaanderen. Ook speelde ze een rol in de film Louisa, een woord van liefde uit 1972.
Naessens was gehuwd met Jos Gevers, de co-auteur van de komische serie Slisse & Cesar, dat eerst werd uitgezonden op de toenmalige BRT (Slisse & Cesar (één)) en later op de commerciële zender VTM (Slisse & Cesar (VTM)). Ze overleed op 94-jarige leeftijd.
Het Letterenhuis in Antwerpen bewaart heel wat archivalia (foto's, brieven, documentatie...) over Jet Naessens en haar echtgenoot.